# FC Wien
FC Wien was een Oostenrijkse voetbalclub uit de hoofdstad Wenen en kwam uit het stadsdeel Favoriten. Thuiswedstrijden werden gespeeld in het Franz-Koci Stadion.

## Geschiedenis

### Oprichting als SC Nicholson
Op 18 januari 1914 werd Sportclub Nicholson opgericht. De naam kwam van de Engelse sterspeler Mark Nicholson die rond de eeuwwisseling bij First Vienna speelde. De clubkleuren werden blauw-geel. In 1925 speelde de club voor het eerst in de 2de klasse. Na 2 vicetitels werd in 1928 eindelijk de titel behaald. Na enkele plaatsen in de middenmoot veranderde de club in februari 1933 de naam in FC Wien, de clubkleuren werden rood-wit.

### Verandering in FC Wien en vicetitel
FC Wien ging verder op het elan van Nicholson en haalde middelmatige plaatsen. In 1936 werd de club 4de. Twee jaar later degradeerde de club ondanks een 7de plaats op 10, de competitie werd voor het eerst toegankelijk voor heel Oostenrijk, tot dusver werden enkel Weense clubs toegelaten en nu moesten 4 clubs uit Wenen plaats ruimen voor provinciale clubs. In de Bezirksklasse A werd FC ongeslagen kampioen en moest het in de eindronde om promotie opnemen tegen WAC Schwarz-Rot en won na 2 keer gelijk te spelen met 3-2. Intussen behoorde Oostenrijk tot het Duitse Rijk, de hoogste klasse was nu een onderdeel van de Gauliga. Het eerste seizoen terug in de liga was een strijd tegen degradatie. In 1941/42 werd de club vicekampioen achter First Vienna.

### Degradatie en opheffing
De volgende jaren zakte de club weer weg in de middenmoot en kreeg het moeilijk begin jaren 50 tot een degradatie volgde in 1956. In de 2de klasse maakte de club weer kans op promotie en speelde de eindronde tegen Schwarz-Weiß Bregenz en won. De terugkeer in de hoogste klasse was echter maar van korte duur. De volgende jaren werden in de 2de klasse (Staatsliga B, later Regionalliga Ost) doorgebracht, na degradatie naar de 3de klasse in 1973 werd de club opgeheven. In totaal speelde FC Wien (Nichoslon meegeteld) 27 seizoenen in de hoogste klasse.

### Heroprichting
In 1983 werd de club heropgericht en begon onder aan de Oostenrijkse voetballadder in de Wiener 3. Klasse A (8ste klasse). In 1988 promoveerde de club naar de 2. Klasse A. Na een fusie in 1992 met SV Peter Bus promoveerde Wien naar de 1. Klasse A waar de club tot 2006 speelde. Dat jaar fusioneerde de club met FC 1980 Wien (ontstaan in 1995 door een fusie tussen FC 1980 Wien en SK Sysiphos 2000) waarbij de naam FC 1980 behouden werd zodat aan de geschiedenis van FC Wien voor de 2de maal een einde kwam.